# 史都華堡 (喬治亞州)
斯圖爾特堡（英語：Fort Stewart）是位於美國喬治亞州利柏提縣的一個人口普查指定地區。

## 地理
斯圖爾特堡的座標為31°52′48″N 81°36′27″W / 31.88000°N 81.60750°W，而該地最高點為海拔高度26米（即85英尺）。

## 人口
根據2010年美國人口普查的數據，斯圖爾特堡的面積為17.10平方千米，當中陸地面積為17.10平方千米，而水域面積為0.00平方千米。當地共有人口4924人，而人口密度為每平方千米287人。